# 运动生理学
运动生理学（英语：sports physiology）是一门研究人体机能在体育运动实践的影响下变化规律的学科，具体研究内容包括人体的运动能力，人体对运动的反应与适应过程等。运动生理学是人体生理学的分支，也是体育科学的基础理论学科。